# 海潮之声
《海潮之聲》（海がきこえる，另譯《聽海濤聲》），原著是由冰室冴子1990年起於德間書店動畫雜誌《Animage》連載的小說，但後來出版單行本與文庫版時，作者仍有加筆改寫內容。1993年5月5日由吉卜力工作室改編為TV动画單元劇，於日本電視台（NTV）播出（後來曾於日本院線重映）。後來冰室並寫了續篇單行本，1995年12月25日並改編為電視單元劇在朝日電視台播出。

## 原著小說

### 概要
本作品是以日本高知縣高知市一所高中為場景，敘述由東京來的轉學生武藤里伽子，和同班同學杜崎拓之間淡淡的戀愛故事。全書以男主角杜崎拓的第一人稱觀點寫成。
起初於1989年期間；雜誌《Animage》編輯部提議想讓月刊增加多元化的內容，而非單一偏向動畫方面的報導，而冰室冴子先前也曾看過吉卜力動畫《魔女宅急便》而有所感觸，想提筆寫出一篇像動畫結尾中充滿青春洋溢風格的故事，促成了本作的連載契機。 當時在《Animage》連載的小說插圖，同由後來擔任《海潮之聲》動畫版作畫監督的近藤勝也繪製。
1995年冰室冴子發表續作《海潮之聲II～因為有愛》，與前作不同之處為直接發行單行本，而非連載於雜誌上。續作的章節插圖則同由近藤勝也負責。
原作小說中文版，在台灣由貓巴士出版社於2007年出版發行。

### 劇情
《海潮之聲》
考上東京私立大學的杜崎拓，來到東京自行住宿。在某個巧合之下，他看到了當時跟朋友購買的一張於夏威夷畢業旅行時所拍下的武藤里伽子的照片，開始想起自己與她之間的點點滴滴。而拓的大學生活也隨之開始了。
《海潮之聲II～因為有愛》
小説的續篇。拓回到東京，再度展開大學生活。他處於成為有婦之夫婚外情對象的學姊津村知沙，以及父親離婚後，其再婚對象卻懷孕，因此而苦惱的里伽子兩個女孩之間持續成長，迎接冬季的來臨。

### 場景

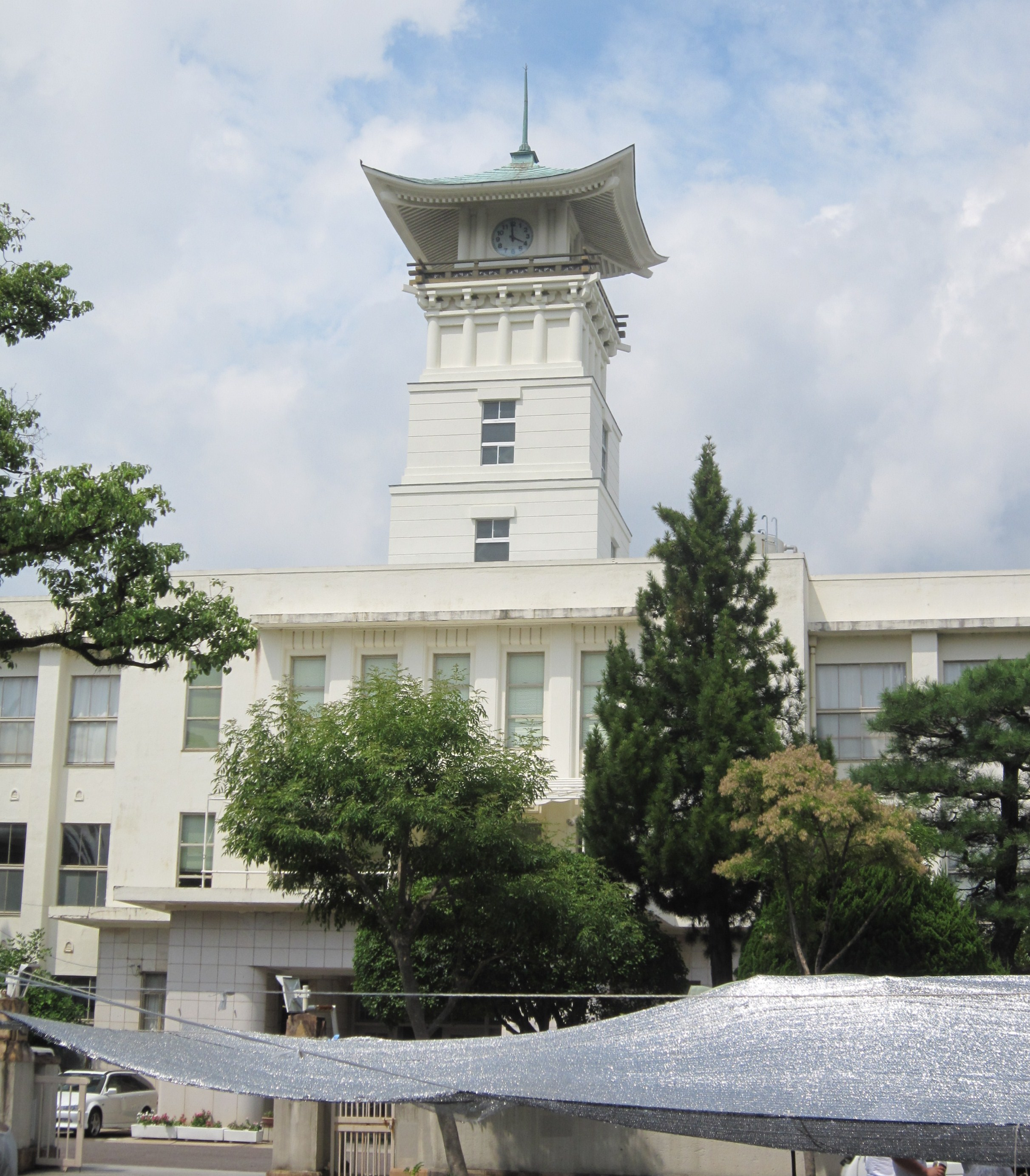
高知縣立追手前高校一景

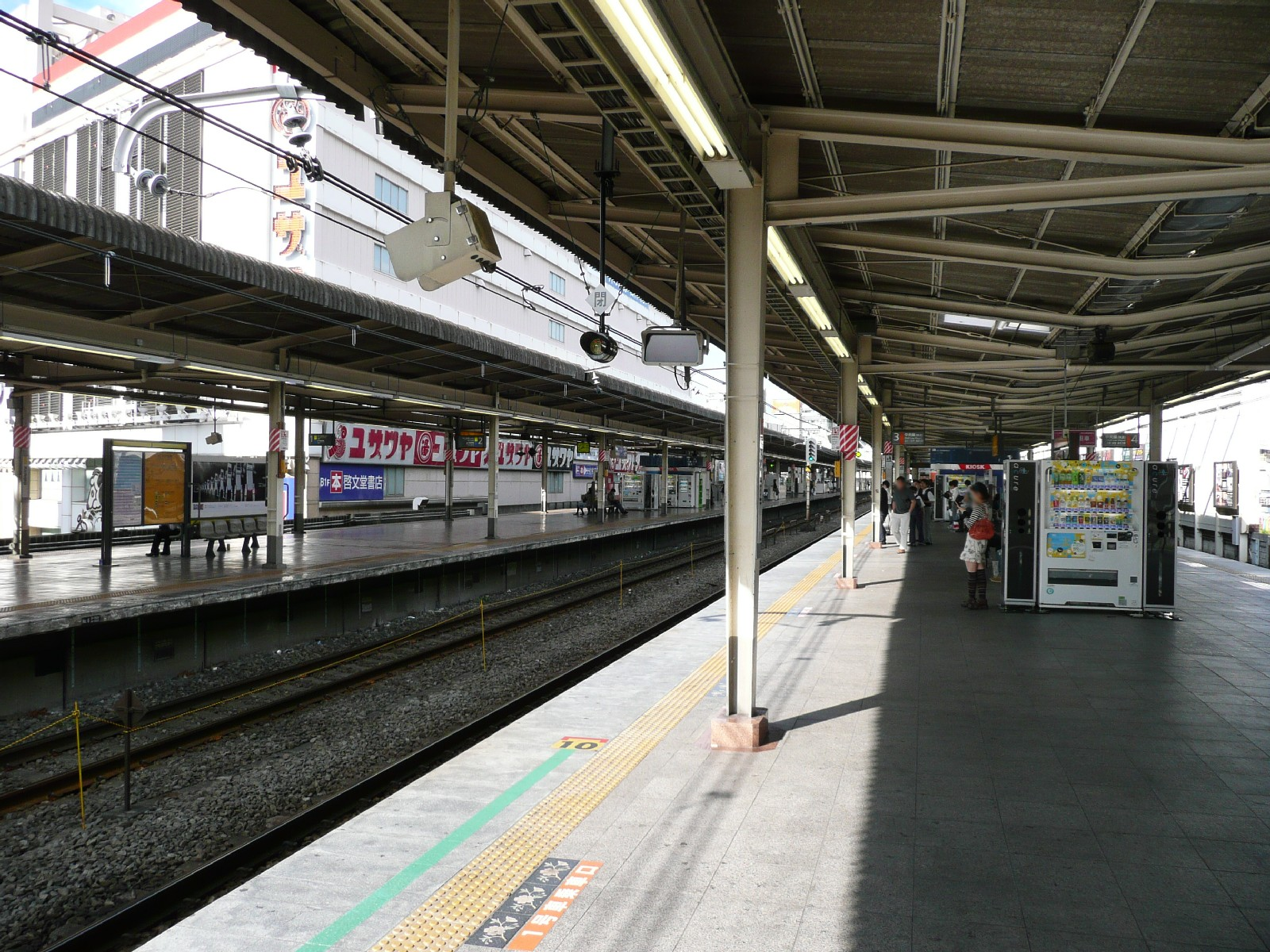
吉祥寺車站的月台

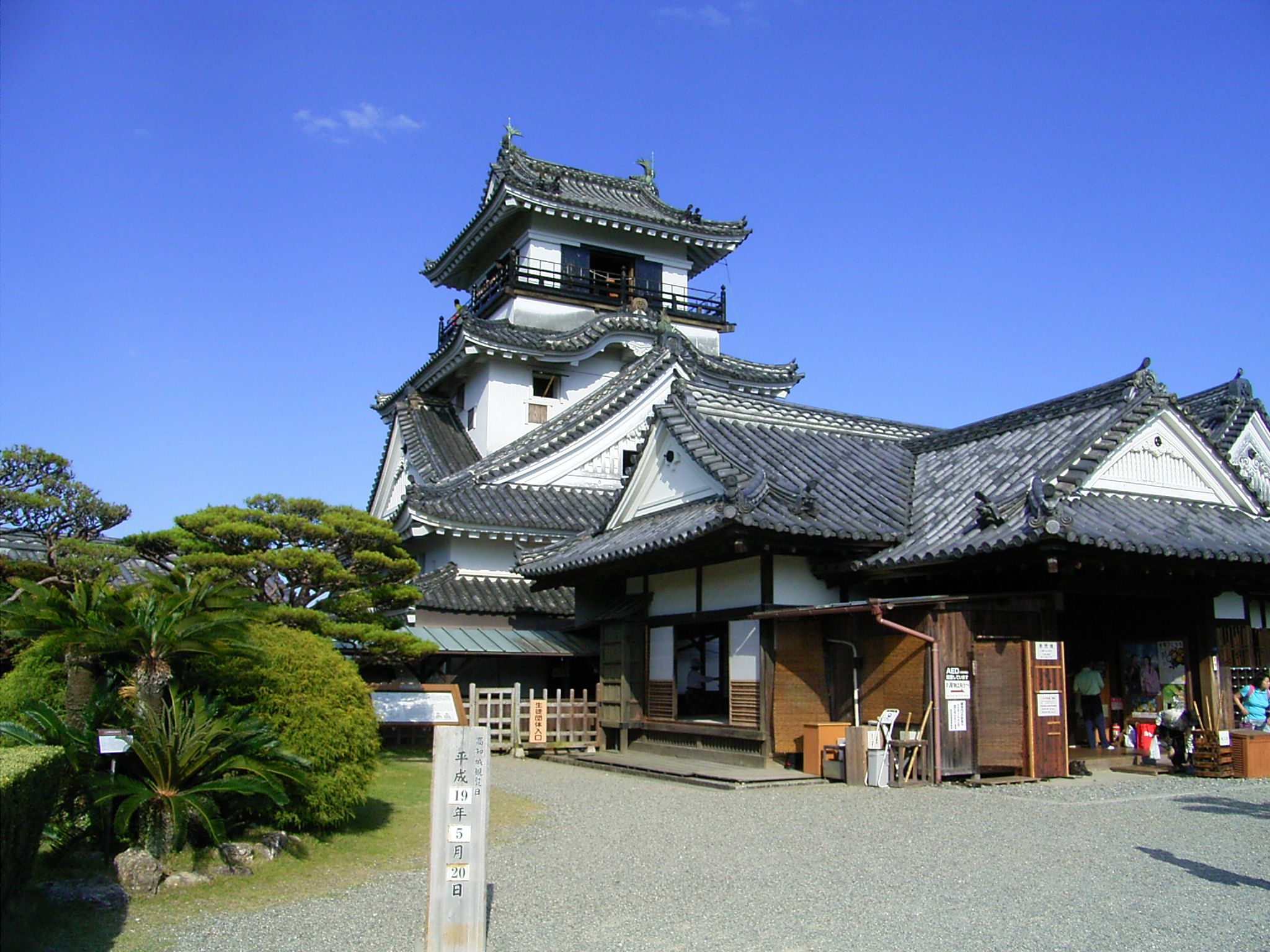
原作小說、動畫、電視劇均有出現的高知城

※小說中採用高知、東京兩地存在的實景地點作為舞台，後續的動畫版也沿用此方式。 

#### 高知
- 土佐高校

小說裡杜崎拓就讀的高校。
- 鏡川

高知縣中央部的河川之一，延著鏡川河案的路道為松野豐向武藤里伽子告白被拒絕的場景。
- 四萬十川

高知縣西部水川流域。小說中杜崎拓與武藤里伽子、松野豐與津村知沙四人游泳的地方。
- 高知城

拓與里伽子一同前往的景點。

#### 東京
- 石神井公園

位於練馬區的公園，小說第一回連載時出現。杜崎拓在東京唸大學住宿附近的地點。
- 國立大藏病院

世田谷區一帶的病院，小說第二冊里伽子父親再婚對象美香流產住院的地方。
- 羽田機場

拓在同學會結束後，準備搭班機返回高知市的機場。

## 動畫

### 概要
本作是以日本電視台開播40週年紀念節目名義，於1993年5月5日在日本電視台電視網放映（之後在5月8日～7月14日間，共計於13個相關頻道播出）。是吉卜力工作室內部為了培植年輕後進為目的所製作，也是首部與宮崎駿、高畑勲完全無關的作品。另外，也是吉卜力遷址移至東小金井新工作室後首部製作的作品。
起初因望月智充導演相當欣賞連載在Animage上的《海潮之聲》，而曾多次向製片人鈴木敏夫提出《海潮之聲》動畫化的企畫案，但均未實現。在1992年後，由於在《紅豬》拍完後宮崎駿暫無新作企劃，鈴木敏夫提案由年輕一輩人員來製作作品，使得《海潮之聲》動畫製作提案再度起死回生，故而在遴選導演人選之際，也起用了對於將同作品動畫化一直相當熱心的望月導演。 望月導演當時除了拍攝本片，手邊還另有OVA作品《綠林寮》在進行製作，結果因工作壓力造成十二指腸潰瘍入院。但他在兩天後很快出院回到工作崗位，並邊打點滴邊將本片完成。
由於受72分鐘的片長所限，故作品中的主要舞台限定於原作的高校時代，上大學後的故事僅在動畫的開場與尾聲中出現（且與原作多少有異），因此原作中津村知沙等大學中出現的人物完全未登場，原作中所出現的接吻場景也沒有出現，是原作與動畫的明顯不同之處。
本作為歷代吉卜力作品中唯一非由演藝圈藝人，而是以專業男性配音員（飛田展男）擔任主角配音的作品。動畫對白中的所出現的方言由高知縣出身的資深配音員島本須美與渡部猛擔任指導。
製作當初，主題歌曾列入考慮採用中島美雪的，但最後則以為里伽子配音的坂本洋子所演唱的定案。

### 劇情
考上東京私立大學的杜崎拓，在大學生活的第一個暑假，於吉祥寺站的月台上見到一名很像高中同學武藤里伽子的女孩。之後為了參加同學會，在回到故鄉高知的路上，拓想起了高中時代的回憶。與轉學生里伽子的相遇、夏威夷的畢業旅行、與里伽子兩人的東京之旅、和友人爭執因而鬧翻的文化祭。隨著這些略帶苦澀的記憶，拓開始回顧起里伽子的存在。

#### 登場人物
杜崎拓
本作主角，性格隨和但不失自己的主張。在某次突然的狀況下；被武藤里伽子一同陪她前往東京而衍生出種種事蹟。高校畢業後前往東京就讀大學。
武藤里伽子
因雙親離婚的因素；而被母親帶回到在高知老家的高中女生。是個有著出色外貌、智育雙全的少女，但不善於交際，起初轉學時都對眾人保持著距離感。之後高三與杜崎拓分到同一班時，小浜裕實是她唯一的朋友。
松野豐
杜崎拓的朋友，曾對轉校到班上來的武藤里伽子抱持著好感；但事後向里伽子表白時遭拒。
小濱裕實
里伽子起初轉到杜崎拓班上時唯一的朋友，一名老實的女孩。
山尾忠志
體格胖的杜崎拓同學，喜愛班上的小浜裕實。
清水明子
杜崎拓班上的女學生，在女性同儕人氣高；有如領導者般地存在，對轉校來的里伽子抱持著不以為然的態度。
岡田
里伽子與母親搬到高知前交往的對象。

### 製作

#### 手法
《海潮之聲》的分鏡圖製作流程中，為先從導演望月智充繪製出概要的分鏡內容，再由作畫監督近藤勝也接手審閱後；繪製第2份人物場景構成較詳細的分鏡。
近藤勝也為表現出動畫裡人物動作的寫實性，使用攝影器材將自己臨摹劇情中各橋段的動作給拍攝下來，再觀看錄製的影片內容以修改分鏡圖裡的人物動作。
與之前的吉卜力動畫相比，《海潮之聲》在畫面中光線的對比表現上有佔較多的比重，當時規劃出「順光」、「逆光」、「正常」三個部份來呈現效果。

#### 製作人員
- 導演：望月智充
- 原作：冰室冴子
- 製作人：高橋望
- 製作：尾形英夫、和田仁宏
- 企劃：鈴木敏夫、奧田誠治
- 編劇：中村香（丹羽圭子）
- 音樂：永田茂
- 人物設定・作畫監督：近藤勝也
- 美術監督：田中直哉
- 音響監督：浦上靖夫
- 主題歌：（演唱：坂本洋子、作詞：望月智充、作・編曲：永田茂）
- 制作：吉卜力工作室─若手制作集團
- 方言指導：渡部猛、島本須美

### 配音
| 配音                                       | 配音   | 角色                       |
| 日本                                       | 台灣   | 角色                       |
| ------------------------------------------ | ------ | -------------------------- |
| 飛田展男                                   | 柳超堅 | 杜崎拓（杜崎拓）           |
| 坂本洋子                                   | 林凱羚 | 武藤里伽子（武藤里伽子）   |
| 關俊彥                                     | 陳宏瑋 | 松野豐（松野豊）           |
| 荒木香衣                                   | 龙显蕙 | 小濱裕實（小浜裕実）       |
| 綠川光                                     |        | 山尾忠志（山尾忠志）       |
| 天野由梨                                   | 崔帼夫 | 清水明子（清水明子）       |
| 渡部猛                                     | 曹冀鲁 | 校長（校長）               |
| 德丸完                                     |        | 川村 （川村）              |
| 有本欽隆                                   | 陈进益 | 里伽子的父親（里伽子の父） |
| 金丸淳一                                   |        | 岡田（岡田）               |
| 佐藤藍                                     |        | 杜崎拓的母親（杜崎拓の母） |
| 鈴木黎子                                   |        | （おかみさん）             |
| 關智一                                     |        | 見習生（見習い ）          |
| 島本須美                                   |        | 美香（美香）               |
| 櫻井敏治                                   |        | 男學生（男子生徒）         |
| 真山亞子                                   |        | 女學生（女子生徒）         |
| 植村喜八郎 山崎巧 丸田麻里 久川綾 三谷幸子 |        | 其他                       |

#### 宣傳用文案
- 高知‧夏‧17歲  我與里伽子的序幕

### 場景
高知
- 追手前高校

杜崎拓的高中母校外型範本。
- 天神大橋

杜崎拓打工路過時的大橋。
- 五台山

位於高知市的郊區，杜崎拓老家一帶的景點。
- 高知機場

里伽子與拓一同前往東京的高知市機場。
- 久禮港

在杜崎拓與松野豐前往同學會前觀賞夕陽的景點。
- 帶屋町

高知市的一處商場，在動畫前段及舉行同學會後皆有出現。
- 高知城

同樣在原作小說出現的景點，但動畫版杜崎佑是與一行人觀賞高知城夜景。
東京
- 吉祥寺站

動畫開頭及結尾中，杜崎拓與武藤里伽子再度相見的電鐵月台。
- 凱悅麗晶飯店

凱悅麗晶飯店為位區西新宿的高級旅館，舊稱為，故事裡杜崎拓與武藤里伽子住宿的旅館。
- 羽田機場

拓與里伽子抵達東京的機場。
- 成城學園前站

小田急電鐵的一站，里伽子在東京住所一帶的場景。

### 反應
宮崎駿起初在吉卜力工作室觀看動畫版試映後表示《海潮之聲》並不是個好作品，但在DVD特典的訪談中，鈴木敏夫則笑稱這只是宮崎的「嫉妒」罷了，因為宮崎自知無法比望月智充做得更好，校園戀愛並不是他的擅長題材。如果宮崎駿大罵某個作品，這表示此作品入了宮崎的法眼，他欣賞它。如果宮崎只是淡淡的說「拍得不錯」，那表示宮崎連評論此作品都不屑。鈴木敏夫並認為《海潮之聲》動畫版的出現，讓宮崎加緊腳步做出了將少女漫畫《心之谷》動畫化的提案。望月智充後來回憶：「宮崎駿在我旁邊跟我一起看，那可說是我人生中最為漫長，也最痛苦的70分鐘。雖然當時高畑先生也在，不過他只罵自己做的東西，別人做的他從不動怒，所以我一點也不怕高畑先生。可是我身邊的宮崎先生，卻把我嚇得...。不過自從那次之後，這個業界我就不再有什麼好怕的了。」
動畫在電視台首播時雖然是下午四點鐘的時段，收視率卻達到了17.4%。後續並獲得第31屆銀河賞。

### 小細節
- 動畫中18:11處，杜崎拓當時看的電視上，出現了一則卡帶廣告，有「GHIBLI SUPER XII」的字樣。
- 動畫中校內文化祭中，章魚燒攤位對面的桌位上，出現吉卜力動畫《紅豬》的主角波魯克。[16]
- 結尾前杜崎拓突然在車站看見里伽子而趕緊衝過去時；月台一側的牆上貼著《紅豬》的電影海報。[17]

### 原聲帶
| 曲目               | 創作/演唱                                       |
| ------------------ | ----------------------------------------------- |
| 1.第一印象（）     | 作曲：永田茂                                    |
| 2.海潮之聲（）     | 作曲：永田茂                                    |
| 3.海邊小巷（）     | 作曲：永田茂                                    |
| 4.少女心（）       | 作曲：永田茂                                    |
| 5.孤獨的午夜（）   | 作曲：永田茂                                    |
| 6.晴朗的一天（）   | 作曲：永田茂                                    |
| 7.醺醉的好心情（） | 作曲：永田茂                                    |
| 8.風之林蔭道（）   | 作曲：永田茂                                    |
| 9.邁向旅程的心（） | 作曲：永田茂                                    |
| 10.若能變成海（）  | 作詞：望月智充 作曲‧編曲：永田茂 演唱：坂本洋子 |

## 電視劇版

### 概要
《海潮之聲～因為有愛》是朝日電視網於1995年12月25日所播出的聖誕節特別單元劇。劇情改編自原作小說第二冊《海潮之聲II～因為有愛》。
原先電視劇內容企劃想改編自原作小說第一冊，但因第一冊主角身份為高中生；讓當時年齡已經22歲的武田真治來飾演欠缺說服力，而替換成劇情角色身份為大學生的小說第二冊。
劇中女主角武藤里伽子，由堀製作的選秀活動（Horipro Talent Scout Caravan，簡稱TSC）第二十屆獲勝者佐藤仁美擔任。

### 劇情
決心前往東京就讀大學的杜崎拓，在家鄉高知市的車站與友人松野豐告別後獨自出發，並在東京市內偶然遇見高中同學武藤里伽子。之後拓得知里伽子也有在東京就學的打算，也回想起高中校時期與里伽子的種種回憶。拓後續在大學中結識了數名友人，但心中也開始對戀情困擾。

### 製作人員
- 編劇：岡田惠和
- 導演：中野昌宏（朝日電視台）
- 音樂：長谷部徹
- 製作人：黒田徹也（朝日電視台）、森川真行（堀製作）
- 主題歌：《Merry Xmasが言いたくて》
- 主題歌演唱：The Name of Love

### 主要演員
- 杜崎拓：武田真治
- 武藤里伽子：佐藤仁美
- 松野豐：林泰文
- 津村知沙：高岡早紀
- 田坂浩一：袴田吉彦
- 大澤正太：石田純一
- 大澤美紀：鈴木保奈美
- 美香：中村梓

### 場景
高知
- 橫濱

高知市的一個地區，電視劇裡杜崎拓老家一帶的場景。
- 桂浜

高知市裡浦戸地區一帶的海岸。
- 高知城

拓前往東京前出現的場景。
東京
- 大正大學

豐島區的大學，電視劇中杜崎拓就讀的校園舞台。